# 6039 Parmenides
6039 Parmenides è un asteroide della fascia principale. Scoperto nel 1989, presenta un'orbita caratterizzata da un semiasse maggiore pari a 3,4143351 UA e da un'eccentricità di 0,0595223, inclinata di 13,10584° rispetto all'eclittica.
L'asteroide è dedicato al filosofo greco antico Parmenide.